# Incydent w Stodołach
Napad na urząd celny w Hochlinden, zwany też incydentem w Stodołach – upozorowany atak na niemiecki urząd celny w Hochlinden, dzisiejszych Stodołach przeprowadzony 31 sierpnia 1939 roku. Był częścią akcji Himmler, będącej częścią większej „operacji Tannenberg”. Atak w Hochlinden miał zwrócić uwagę polskich sił granicznych i – jak liczono – sprowokować ich do wkroczenia na terytorium Niemiec, co umożliwiłoby Niemcom pojmanie prawdziwych polskich jeńców. W rolę „niemieckich obrońców” wcielili się członkowie SS w mundurach Grenzpolizei oraz kadetów tej formacji, dostarczonych przez Trummlera z jego szkoły policyjnej Grenzpolizei-Schule w Pretzsch an der Elbe. 

## Lokalizacja
Podczas rekonesansu wzdłuż granicy państwowej jako miejsce potencjalnej prowokacji wybrano niemiecki urząd celny pod wsią Stodoły, położony około 20 kilometrów na południe od Gliwice, przy głównej drodze prowadzącej do Raciborza. Lokalizacja wsi Stodoły cechowała się topografią sprzyjającą inscenizacji fałszywych incydentów granicznych. Ówczesna granica w rejonie Hochlinden przebiegała częściowo przez pola, a częściowo wzdłuż strumienia Ruda. Na jej wschodnim brzegu, należącym wówczas do Niemiec, rozciągał się rozległy kompleks leśny znany jako Raudener Forst, którego nazwa pochodziła od pobliskiej miejscowości Groß Rauden (dziś: Rudy). Oznaczona była ona jedynie prostym ogrodzeniem z drutu i nie przebiegała w sposób regularny. Wąski klin niemieckiego terytorium wcinał się na tyle w głąb Polski, że budynek niemieckiego urzędu celnego można było ostrzelać z z kierunku Polski polskiej ziemi, z pozycji położonych wciąż po stronie niemieckiej. Sam urząd celny znajdował się w zagłębieniu terenu, co uniemożliwiało mieszkańcom Hochlinden obserwację wydarzeń. Polski urząd celny usytuowany był kilkaset metrów dalej, a najbliższa polska wieś, Chwałęcice (Chwallentzitz), leżała jeszcze dalej i znajdowała się zbyt daleko, aby jej mieszkańcy mogli przeszkodzić prowokatorom.
Według relacji Otto Hellwiga, podczas wizyty w urzędzie celnym w Stodołach grupa rekonesansowa została doprowadzona bezpośrednio na linię graniczną, gdzie prowadzono rozmowy z funkcjonariuszami celnymi. Wszyscy obecni nosili umundurowanie, co czyniło ich doskonale widocznymi z terytorium Polski. Taki sposób przeprowadzenia rozpoznania mógł sugerować działania o charakterze poufnym lub tajnej misji.

## Przygotowanie
Wykonanie zadania Hitler powierzył Reichsführerowi-SS i szefowi policji, Heinrichowi Himmlerowi, a także podległemu mu szefowi Policji Bezpieczeństwa (Sicherheitspolizei) i Służby Bezpieczeństwa (SD), Grupenführerowi SS Reinhardowi Heydrichowi. Za nadzór i kontrolę planów dotyczących tej akcji odpowiedzialny miał być Herbert Mehlhorn, jednak ze względu na jego niechęć do pełnej realizacji zadania jego rola została ograniczona. Bezpośrednie dowodzenie oraz instruowanie wyznaczonych dowódców zachował dla siebie Heydrich. Bezpośrednie dowództwo nad „polskimi napastnikami” atakującymi urząd celny w Hochlinden powierzono Obersturmbannführerowi-SS Otto Hellwigowi, komendantowi Szkoły Oficerskiej Policji Bezpieczeństwa w Berlinie-Charlottenburgu, natomiast „obroną” tego punktu miał kierować Hans Trummler, dowódca Szkoły Policji Granicznej w Pretzsch. 
Heydrich zdecydował o utworzeniu kompanii liczącej około 250 ludzi, którzy mieli być członkami SS w średnim wieku, z doświadczeniem wojskowym oraz znajomością języka polskiego. Rekrutacją ochotników, przeznaczonych do realizacji specjalnych zadań wymagających znajomości języka i zwyczajów polskich, zajął się Otto Hellwig. Polecenie znalezienia odpowiednich kandydatów zostało skierowane do okręgów SS przy granicy ze Śląskiem.
Zamierzeniem Heydricha było stworzenie wrażenia, że napaści dokonali żołnierze Wojska Polskiego, dlatego niezbędne było użycie autentycznych polskich mundurów oraz uzbrojenia. W celu ich zdobycia, Heydrich za pośrednictwem Heinricha Himmlera zwrócił się do Adolfa Hitlera o wydanie rozkazu zobowiązującego Abwehrę do ich przekazania. 17 sierpnia 1939 roku podczas spotkania w Obersalzberg Hitler wydał taki rozkaz, nakazując admirałowi Wilhelmowi Canarisowi dostarczenie 150 polskich mundurów dla „przedsięwzięcia Reichsführera SS Himmlera”.
Choć Canaris próbował zaskarżyć decyzję u swojego przełożonego, Wilhelma Keitla, ten odmówił interwencji, wskazując na bezwzględność rozkazu Führera. Mundury wraz z dodatkami przekazano Wydziałowi III Służby Bezpieczeństwa (SD-Amt III (Ausland)), kierowanemu przez Heinza Josta, który następnie dostarczył je bezpośrednio organizatorom operacji. Był to jedyny formalny udział Abwehry w prowokacjach poprzedzających atak na Polskę.
20 sierpnia Heydrich i Hellwig udali się drogą lotniczą na Górny Śląsk, dokonując ostatecznego rozpoznania terenu w okolicach Stodół. Tego samego dnia na lotnisku w Gliwicach wylądował Reichsführer-SS Himmler w towarzystwie szefa sztabu, SS-Gruppenführera Karla Wolffa, aby osobiście przeprowadzić inspekcję Stodół — miejsca, gdzie miała mieć miejsce najbardziej dramatyczna część operacji. Towarzyszyli im Heydrich oraz szef Gestapo z Opola — Schaefer. Ten ostatni wspominał później, że widział Himmlera kiwającego głową ze zrozumieniem podczas rozmowy z Heydrichem; stopień tajności przedsięwzięcia był tak wysoki, że polecono mu zwracać się do Himmlera nie po stopniu, lecz jako do „doktora”.
Posterunkiem wspierającym operację w Hochlinden był punkt policyjny w Gross Rauden (ob. Rudy), w którym planowano przejąć tymczasowo biuro komisarza celnego. Wszelka komunikacja między dowództwem w Gliwicach a posterunkiem miała odbywać się telefonicznie, z całkowitym pominięciem radiostacji. W przypadku potrzeby dostarczenia rozkazów szyfrowych przewidziano wykorzystanie gońców motocyklowych. 

## Przebieg
Oddziałowi przypisano kryptonimy operacyjne: „Kleiner Auerhahn” („mały głuszec”) był sygnałem alarmowym wzywającym do gotowości; „Grosser Auerhahn” („duży głuszec”) oznaczał rozkaz zajęcia pozycji; natomiast komenda „Agathe” oznaczała rozpoczęcie ataku.
Po południu 23 sierpnia Hitler wydał rozkaz rozpoczęcia operacji na godzinę 4:30 26 sierpnia. Natychmiast Heydrich przesłał polecenia Hellwigowi i Trummlerowi, nakazując im rozpoczęcie ostatecznych przygotowań do akcji.
Również celnicy i strażnicy graniczni w rejonie otrzymali rozkaz wstrzymania działalności na czas akcji. Personel posterunku celnego w Stodołach został zobowiązany do opuszczenia budynku, a rodziny mieszkające w pobliskim bloku ewakuowano na tyły. Pluton z miejscowej kompanii straży granicznej – Grenzwacht-Regiment 68, który właśnie objął pozycje w Stodołach – został odwołany.
O godzinie 5 rano 24 sierpnia, 220 ludzi z tzw. „oddziału samobójców” załadowano do 20 zamkniętych ciężarówek SS. Pojazdy przewoziły także wojskową kuchnię polową oraz zaopatrzenie. Żołnierze z oddziału Hellwiga mieli na sobie mundury Grenzpolizei, natomiast mundury i ekwipunek polski znajdowały się spakowane w pojazdach. Kolumna pokonała trasę 450 kilometrów, przejeżdżając przez Wrocław do Opola, a stamtąd kolejne 45 kilometrów na południowy wschód, do Sławęcic (wówczas był to niemiecki Ehrenforst), wioski oddalonej o około 30 kilometrów na północ od celu operacyjnego – Stodół. Grupa uderzeniowa przeznaczona została zakwaterowana w jednej z wiejskich gospód — Gasthof Bielitzer przy Hauptstrasse. Dawna gospoda Bielitzera z 1939 roku nie zachowała się. Żołnierze ulokowani zostali w sali gospody, natomiast oficerowie zatrzymali się w położonym po drugiej stronie drogi, w parku naprzeciwko, zamku, należącym do księcia Hohenlohe-Öhringen. Cały obiekt został odcięty, a na wyjściach z gospody ustawiono straże. Wkrótce potem do wsi przybył także Trummler wraz z grupą kadetów Grenzpolizei ze swojej szkoły, którzy mieli odegrać rolę „niemieckich obrońców”.
Po południu 25 sierpnia dowódcy jednostek uczestniczących w operacji „Tannenberg” otrzymali pierwszą wskazówkę o nadchodzącym ataku. Kurierzy motocyklowi dostarczyli im zapieczętowane koperty zawierające list z hasłem Kleiner Auerhahn – sygnałem do rozpoczęcia przygotowań. W liście zaznaczono również: „Grosser Auerhahn“ wahrscheinlich ab 14 Uhr zu erwarten („‘Grosser Auerhahn’ prawdopodobnie spodziewany od godz. 14:00”). Drugie hasło – Grosser Auerhahn, oznaczające moment zajmowania wyznaczonych pozycji – nadeszło wieczorem. 
Grupy Trummlera i Hellwiga, których punkt startowy – Sławięcice – dzieliło jeszcze 30 kilometrów od docelowych Stodół. O godzinie 22:00 Hellwig wraz z podoficerami zebrał się w pałacu Ehrenforst, gdzie Trummler ogłosił, że mają być gotowi do wymarszu w ciągu pół godziny. Operacja „Hochlinden” została uruchomiona.
Około godziny 4 rano uczestnicy akcji zajęli miejsca w pojazdach. Ludzie Trummlera, odgrywający rolę „niemieckich obrońców”, mieli już na sobie mundury straży granicznej. Grupa Hellwiga, wcielająca się w „polskich napastników”, była już przebrana w odpowiednie „zbójeckie” stroje (Freischärlerkostüm), natomiast 40 udających żołnierzy Wojska Polskiego miało polskie mundury spakowane w torbach załadowanych na pojazdy. Nie mogąc widzieć drogi, jechali dosłownie „po ciemku” w stronę granicy, w okolice Stodół. Po dotarciu na miejsce wartownik skierował ich ciężarówki z drogi do pobliskiego lasu. Trummler już tam był i wydał rozkaz, by jego ludzie przebrali się w polskie mundury.
Kiedy pojazdy zjeżdżały z drogi, ich pasażerowie zdążyli zauważyć stojące w szeregu – jeden za drugim – czarne mercedesy z zasłoniętymi firankami, zaparkowane przy drodze w kierunku Stodół. W rzeczywistości auta nie wiozły ani Hitlera, ani żadnego innego dygnitarza, lecz tzw. Konserwy – więźniów obozów koncentracyjnych, których ciała miały zostać pozostawione na miejscu upozorowanego ataku w polskich mundurach. Aby ułatwić manipulację ciałami, ofiary wcześniej odurzono do stanu półprzytomności przez lekarza osobistego Heydricha, doktora Strassburgera (za co później otrzymał Krzyż Żelazny za „zasługi” na granicy z Polską). Dostarczeniem „ładunku” osobiście zajął się szef Gestapo Heinrich Müller. 
Kolumna „polskich” napastników ruszyła pod wodzą Hellwiga, który był przebrany za kapitana Wojska Polskiego. Towarzyszył im Hoffmann, dyrektor szkoły SS w Bernau. W zupełnej ciszy, w całkowitych ciemnościach, przeszli przez las i dolinę Rudy, zatrzymując się w zaroślach około 500 metrów od polskiej placówki celnej. Równocześnie grupa Trummlera – „niemieccy obrońcy” – zajęła pozycje na północ od niemieckiego urzędu celnego.
Żaden z uczestników prowokacji nie był świadomy, że Hitler w międzyczasie odwołał atak. Już o 20:30, 25 sierpnia, Führer wstrzymał rozpoczęcie wojny. Zadecydowały o tym dwa wydarzenia: Wielka Brytania podpisała układ o wzajemnej pomocy z Polską, a Mussolini poinformował Hitlera, że nie może wesprzeć szerokiego konfliktu zbrojnego – jego siły były wyczerpane kampaniami w Etiopii i Hiszpanii.

### 31 sierpnia
Grupa przebranych za polskich żołnierzy napastników wybiegła z pobliskiego lasu, podejmując pozorowaną walkę z niemiecką strażą graniczną, która – zgodnie z planem –  miała odeprzeć atak. Na miejscu pozostawiono ciała ludzi w polskich mundurach – w rzeczywistości więźniów obozów koncentracyjnych, zamordowanych uprzednio zastrzykami i brutalnie okaleczonych, aby uniemożliwić ich identyfikację.